# Arteria transversa del cuello
La arteria transversa del cuello o arteria cervical transversa es una arteria que se origina en el tronco tirocervical, este último es rama colateral de la arteria subclavia.

## Ramas
Emite las siguientes ramas:
- Rama profunda[1] (ramus profundus arteriae transversae cervicis o Arteria dorsal de la escápula). Esta rama se distribuye hacia los músculos profundos de la región cervical posterior.
- Rama superficial.[1] (ramus superficialis arteriae transversae colli o Arteria cervical superficial). Esta rama asciende bajo el margen anterior del músculo trapecio, distribuyendo ramas hacia él y hacia los músculos vecinos y los ganglios linfáticos del cuello, y anastomosándose con el ramo superficial de la rama descendente de la arteria occipital. Presenta una rama ascendente y otra descendente. La rama descendente se anastomosa con la arteria escapular dorsal y profunda por medio de la arteria escapular circunfleja.

## Distribución
La arteria cervical transversa se distribuye hacia la raíz del cuello y los músculos de la cintura escapular.

## Imágenes adicionales

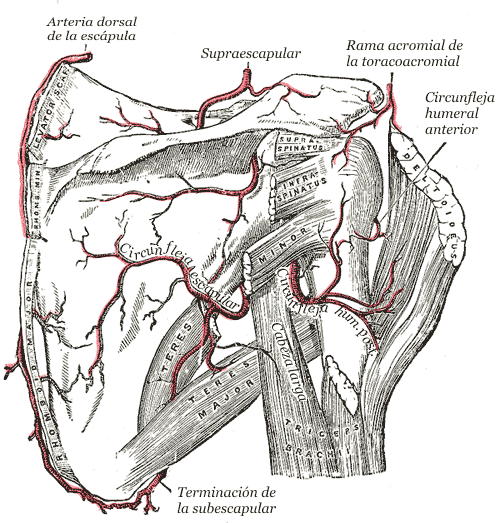
Arterias escapulares y circunflejas.